# Alessio Boggiatto
Alessio Boggiatto (ur. 18 grudnia 1981 w Moncalieri), były włoski pływak specjalizujący się w stylu zmiennym, medalista mistrzostw Świata i Europy. Karierę sportową zakończył w 2011 r.
7 lutego 2003 r. w Rzymie został odznaczony Orderem Zasługi Republiki Włoskiej.
Jego siostrą jest Chiara Boggiatto, włoska pływaczka, specjalizująca się w stylu klasycznym.

## Odznaczenia
- Order Zasługi Republiki Włoskiej (7 lutego 2003 r., Rzym)